# كازو يامازاكي
كازو يامازاكي (باليابانية: 山崎一夫؛ بالكانا: やまざき かずお) هو فنان قتال مختلط ياباني، ولد في 15 أغسطس 1962 في بلدة طوكيو ‏ في اليابان.

## روابط خارجية
- كازو يامازاكي على موقع CageMatch worker (الإنجليزية)